# کازوهیسا کونو
کازوهیسا کونو (به انگلیسی: Kazuhisa Kono) بازیکن فوتبال اهل ژاپن و عضو تیم ملی فوتبال ژاپن است که در تاریخ ۲۰ فوریه ۱۹۷۴ میلادی اولین بازی ملی‌اش را انجام داد. او در ۱ بازی ملی حضور داشت و آخرین بازی ملی خود را در تاریخ ۲۰ فوریه ۱۹۷۴ میلادی انجام داد. کازوهیسا کونو در بازی‌های ملی‌اش
گلی به ثمر نرساند.